# Лапчинська Євгенія Леонтіївна
Євгенія Леонтіївна Лапчинська (1899, м. Одеса—†1970) — педагог, протягом 20 років очолювала середню школу № 90 (м. Одеса), громадський діяч, депутат Одеських міської та обласної рад депутатів трудящих.

## Біографія та трудова діяльність
Євгенія Лапчинська народилася у 1899 році в місті Одеса Херсонської губернії (Російська імперія)
В 1927 році закінчила Одеський інститут народної освіти.
- У 1918 — 1919 рік роках — завідувачка початкової школи села Грушевка Анан'ївського повіту.
- У 1919 — 1923 рік роках — вчителька трудової школи с. Голта Херсонської губернії.
- У 1923 — 1930 рік роках — вчителька школи № 3 м. Одеси.
- У 1930 — 1933 рік роках — вчителька у школі № 18 м. Одеси.
- У 1933 — 1940 рік роках — директор середньої школи № 4 м. Одеси [Архівовано 22 липня 2015 у Wayback Machine.].
- У 1940 — 1941 рік роках — вчителька хімії середньої школи № 80 м. Одеси.
- У серпні 1941 року була евакуйована з Одеси до Сталінграду.

В евакуації працювала на педагогічних та керівних посадах у школах та відділах освіти Сталинградської, Воронезької, Саратовської областей та Туркменської РСР.
Після визволення Одеси від фашистських загарбників Євгенія Леонтіївна Лапчинська повернулася до Одеси, де працювала:
- З 15 червня по 9 липня 1944 року була директором школи № 3
- З 10 липня 1944 року[2] по 10 липня 1963 року[3] працювала директором школи № 90.
- Вчитель хімії у школі № 90.

Померла у 1970 році, похована 2-му міському Християнському цвинтарі в Одесі.

## Досягнення
З іменем Є. Л. Лапчинської пов'зана низка подій в історії школи № 90, яку вона очолювала з 1944 по 1963 роки.
- У 1945 році у школе было відкрито єдиний в Одесі 11-й Педагогічний клас[5], в якому готували учительок початкової школи.
- У 1949 році, у дні святкування 150-річниці із дня народження О. С. Пушкіна, школі було присвоєно ім'я поета[6].
- У 1957 році у школі було започатковано викладання німецької мови (до того там викладалася французька мова).
- У 1958 році колектив школи № 90 було переведено у будинок по вулиці Чкалова (сьогодні — Велика Арнаутська), 2-б.

## Громадська діяльність
- Є. Л. Лапчинська обиралася депутатом районної, Одеської міської та обласної ради депутатів трудящих[7].
- Її статті, присвячені питанням шкільного будівництва, виховання дітей, боротьби за мир друкувалися в газетах «Знамя коммунизма» і «Чорноморська комуна».
- Депутатська діяльність Євгенії Леонтіївни слугує прикладом для нащадків: мешкаючи у комунальній квартирі з дуже обмеженими умовами, вона домагалася того, щоб свої житлові умови покращували вчителі шкіл, щоб будівельні управління вчасно перекривали дахи шкіл, щоб фінансове управління забезпечувало грошима ці роботи, щоб у групах продовженого дня були стаціонарні ліжка, а не розкладачки, принесені батьками[8].

## Нагороди
- Орден Леніна — 1949 рік
- Медаль «За доблесну працю у Великій Вітчизняній війні 1941—1945 рр.» — 1946 рік